# Küçükılıca, İvrindi
Küçükılıca là một xã thuộc huyện İvrindi, tỉnh Balıkesir, Thổ Nhĩ Kỳ. Dân số thời điểm năm 2010 là 227 người.